# جيك ماغواير
جيك ماغواير (بالإنجليزية: Jake McGuire) (3 سبتمبر 1994 في الولايات المتحدة - ) هو لاعب كرة قدم أمريكي في مركز حراسة المرمى. لعب مع فيلادلفيا يونيون.

## وصلات خارجية
- جيك ماغواير على موقع الدوري الأمريكي (الإنجليزية)
- جيك ماغواير على موقع قاعدة بيانات كرة القدم.إي يو (الإنجليزية)
- جيك ماغواير على موقع Soccerway.com (الإنجليزية)